# 웅진씽크빅
웅진씽크빅은 대한민국의 출판, 잡지, 학습지 등 전문 기업이다.

## 연혁
- 2007년 : 웅진씽크빅 설립
- 2010년 : 씽크빅 책읽기로 변경
- 2016년 : 제4대 서영택 취임
- 2017년 : 웅진북클럽 체험판 런칭 (구글플레이스토어용, 애플스토어용)
- 2018년 : 제5대 윤새봄 취임, 북클럽 체험판 런칭
- 2019년 : 제6대 이재진 취임, G-TELP Jr. 위탁 시행
- 2020년 : 웅진스마트올 출시
- 2022년 : 웅진스마트올 출시 2년만에 22만 회원 보유수 1위 달성
- 2024년 : 제7대 이봉주 취임

## 웹사이트
- 웅진북클럽
- 회사 홈페이지